# Escudo de Mayotte
El escudo de Mayotte es un campo cortado de azur (azul) y gules (rojo) con una filiera (bordura estrecha) dentada de plata (blanca o gris), en el que figuran: en la partición superior, un creciente (luna creciente) de plata y, en la inferior, dos flores de oro (amarillas o doradas) y plata.
El escudo está flanqueado por dos figuras, soportes en terminología heráldica, con forma de caballito de mar o hipocampo.
En la parte inferior, escrito en una cinta, puede leerse el lema en mahorés: Ra Hachiri (“Estamos vigilantes”).
Este escudo figura en la bandera de uso local de la Isla de Mayotte.

## Bandera
Mayotte es una región de ultramar y departamento de ultramar de Francia. La bandera francesa es, por tanto, la bandera oficial de acuerdo con el segundo artículo de la constitución de Francia.

## Otras versiones

Escudete